# Закавказская учительская семинария

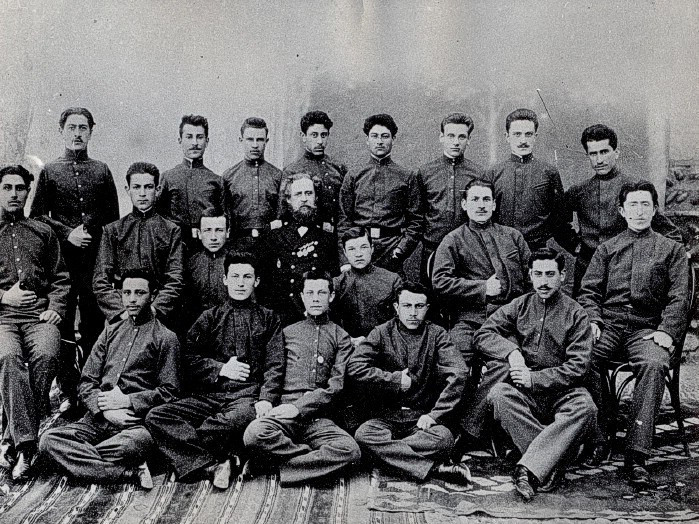
Студенты семинарии, в том числе Узеир Гаджибеков, Зульфугар Гаджибеков, Азад Амиров, Муслим Магомаев, Али Терегулов, Алирза Расизаде в 1904 году

Закавка́зская учи́тельская семина́рия (груз. გორის საოსტატო სემინარია; арм. Գորիի ուսուցչական սեմինարիա; азерб. Zaqafqaz Darülmüəllimini, Zaqafqaziya Müəllimlər Seminariyası) — крупный центр подготовки педагогических кадров для народов, населявших Южный Кавказ. 4-летняя специализированная школа в Российской империи в Гори (Грузия), действовавшая в 1876—1917 гг. и готовившая учителей начальных классов.

## История
Закавказская (Горийская) учительская семинария — второе специальное учебное заведение Грузии для подготовки педагогов. Первая учительская школа была открыта в 1866 году в Тифлисе (с 1872 года Александровский учительский институт). Третьим и четвёртым учебными заведениями на Южном Кавказе были Кутаисская (в Хони) (1881) и Сухумская (1915) учительские семинарии. С 1878 по 1891 годы директором Закавказской Учительской Семинарии являлся педагог, деятель народного образования, писатель Дмитрий Семёнов (1834—1902).
При Д. Д. Семёнове по инициативе Мирзы Фатали Ахундова и Муфтия Гаибзаде в 1879 году было открыто азербайджанское отделение, ставшем в ряд с русским, грузинским и армянским отделениями. Его первым инспектором был назначен Алексей Осипович Черняевский.
Первыми выпускниками азербайджанского отделения семинарии в 1881 году стали Сафарали бек Велибеков из Шуши, Теймур Байрамалибеков из Ленкорани и Мирза Халилов из Нахичевани. Сафарали бек Велибеков был после выпуска оставлен при семинарии как преподаватель азербайджанского начального училища при азербайджанском отделении семинарии.
История создания первого фундаментального азербайджанского учебника «Вэтэн дили» («Родное слово») напрямую связана с Закавказской учительской семинарией. Первая часть для учеников первых классов была составлена А. Черняевским в 1881 году, а вторая часть для учеников вторых и третьих классов была составлена и издана А. Черняевским и Сафарали беком Велибековым в 1888 году.
В семинарии, где преподавали демократически и прогрессивно настроенные педагоги, ученики со всего Кавказа изучали европейские языки, географию, арифметику и другие предметы. Особое место уделялось изучению русского языка и литературы, произведениям классиков мировой литературы.
В 1918 году на базе азербайджанского отделения была образована Газахская учительская семинария в городе Газах, первым директором которой стал выпускник Закавказской учительской семинарии Фиридун-бек Кочарлинский.
Закавказская учительская семинария в последующем была преобразована в Горийский государственный педагогический институт.
Семинария сыграла исключительную роль в деле воспитания целой плеяды азербайджанской интеллигенции, ставшей авангардом небывалого культурного всплеска начала XX века. Воспитанники семинарии распространяли новые веяния в культуре, применяли новые научные методы, формировали новую общественную мысль.

## В кино
- Часть основных действий в азербайджанском фильме «Кура неукротимая» происходят в Горийской семинарии.

## Знаменитые выпускники
- Узеир Гаджибеков
- Фиридун бек Кочарли
- Сафарали бек Велибеков
- Нариман Нариманов
- Важа-Пшавела
- Джалил Мамедкулизаде
- Муслим Магомаев
- Якоб Гогебашвили
- Сулейман Сани Ахундов
- Теймур Байрамалибеков
- Алирза Расизаде
- Зульфугар Гаджибеков
- Азад Амиров

### На русском языке
- Антология педагогической мысли Азербайджанской ССР/Сост. А. А. Агаев, А. Ш. Гашимов. — Москва: Изд-во «Педагогика», 1989. — 592 с.: ил.

### На азербайджанском языке
- Abdullayev A.S. Azərbaycan dilinin tədrisi tarixinə dair, Bakı: Azərnəşr, 1958. — 204 s.
- Azərbaycan dili və ədəbiyyat tədrisi (metodik məqalələr məcmuəsi). Bakı: «Azərbaycan məktəbi» jurnalına əlavə, 1958. — 120 s. (Abdullayev A.S. Azərbaycan dilinin tədrisi tarixinə dair, məqalə, 3-28 səh.).
- Azərbaycan Sovet Ensiklopediyası, I—X cildlər, Bakı: ASE Baş redaksiyası, 1976—1987.
- Çernyayevski A.O. Vətən dili, I hissə, Tiflis: 1899. — 70 s., AMEA Məhəmməd Füzuli adına Əlyazmalar institutu, Şifr № XII-343 3803.
- Çernyayevski A.O. Vətən dili, I hissə, Tiflis: 1901. — 70 s., AMEA Məhəmməd Füzuli adına Əlyazmalar institutu, Şifr № XII-346 3805.
- Çernyayevski A.O. Vətən dili, I hissə, Tiflis: 1899. — 70 s., AMEA Məhəmməd Füzuli adına Əlyazmalar institutu, Şifr № XII-348 3806.
- Çernyayevski A.O., Vəlibəyov S.H. Vətən dili, II hissə. Tiflis: 1888. — 192 s., AMEA Məhəmməd Füzuli adına Əlyazmalar institutu, Şifr № IX-236 2944.
- Çernyayevski A.O., Vəlibəyov S.H. Vətən dili, II hissə. Tiflis: 1888. — 192 s., AMEA Məhəmməd Füzuli adına Əlyazmalar institutu, Şifr № XII-334 3800.
- Çernyayevski A.O.Vətən dili, I hissə; Çernyayevski A.O., Vəlibəyov S.H. Vətən dili, II hissə. Faksimil nəşr. Tərtib və transfoneliterasiya edən, ön söz, qeyd və şərhlər, sözlük və cədvəllərin müəllifi: Vüqar Qaradağlı. CBS, Bakı — 2007. 740 səh.
- Elmi əsərlər (ayrıca buraxılış). Bakı: ADU nəşriyyatı, 1961. — 10 s.
- Əhmədov H.M. XIX əsr Azərbaycan məktəbi, Bakı: «Maarif» nəşriyyatı, 2006. — 366 s.
- Həsənova R.Y. Ədəbi əlaqələr tarixindən, Bakı: Bakı Universiteti nəşriyyatı, 1991. — 74 s.
- Xudiyev N., Hacıyev T. Azərbaycan ədəbi dili tarixi, Bakı: «Maarif» nəşriyyatı, 1995. — 496 s.
- Qaradaği (Xan Qaradağski), Həsənəliağa. Fələyin bir belə dövrü olacaqmış…, Bakı: Azərbaycan Milli Akademiyası NPB, 2003. — 280 s.
- Qaradaği, Həsənəli Xan. Əsərləri, Bakı: «Şuşa» nəşriyyatı, 2004 . — 168 s.
- Qaradağski, Həsənəliağa xan (Qaradaği). Məhəmməd Füzuli adına Əlyazmalar institutu, Əlyazma, Б-1486, 10510, «Həsənəli xan Qaradaği — Kəşkül idarəsinin müdiri Cəlal əfəndiyə», — 47 s.
- Qaradağski, Həsənəliağa xan (Qaradaği). Məhəmməd Füzuli adına Əlyazmalar institutu, Əlyazma, Б-7008, 8633, «Həsənəli xan Qaradaği — Şeirlər», — 28 s.
- Qaradağski, Həsənəliağa xan (Qaradaği). Məhəmməd Füzuli adına Əlyazmalar institutu, Əlyazma, M-310, 310; M 508, 37403, «Məcmuə», — 918 s.
- Qaradağski, Həsənəliağa xan (Qaradaği). Məhəmməd Füzuli adına Əlyazmalar institutu, Maş., İnventar № 37409, 140 səh, əlavələr 7 s., əlyazma. — 29 s.
- Qasımzadə F.S. XIX əsr Azərbaycan ədəbiyyatı tarixi, Bakı: Azərbaycan Universiteti nəşriyyatı, 1956. — 560 s.
- Mirəhmədov Ə.M. Abdulla Şaiq. Bakı: «Elm», 1956, səh. 6.